# ボピー
ボピー (Boppi)は、ヘルマン・ヘッセの小説作品『ペーター・カーメンチント』の登場人物である。
身体機能の障害を持ち、近縁の職人のもとに身を寄せていたところ、主人公ペーター・カーメンチントと出会う。
居候であるために、いい扱いを受けていないことを感じたカーメンチントは、彼を引き取ることにした。
動物を好み、動物園にカーメンチントと一緒に遊びに行く。
しかしながら、身体が衰えて死ぬことになり、カーメンチントはその思い出を抱えたまま故郷に帰るのである。
1月7日に没しているという記述がある。